# Wadi Musa
Wadi Musa (en árabe, وادي موسى) es una localidad de la gobernación de Ma'an, en Jordania. Es el centro administrativo del departamento Petra y la localidad más cercana a Petra.

## Etimología
Wadi Musa significa "Valle de Moisés" en árabe. Se dice que el profeta Moisés pasó por el valle y golpeó las rocas para obtener agua para sus seguidores en el sitio de Ain Musa ("manantial de agua de Moisés" o "Pozo de Moisés").

## Demografía
Hacia 2009, la población de Wadi Musa era de 17.085, con una proporción de hombres y mujeres de 52.1 a 47.9 (8.901 hombres y 8.184 mujeres), lo que la convierte en el asentamiento más poblado del departamento Petra. En el censo de 2004, el Departamento de Petra, que incluye Wadi Musa y otras 18 aldeas, tenía una población de 23,840 habitantes. La densidad de población de la ciudad era de 2,3 personas por dunam, o 23 habitantes por hectárea, y la tasa de crecimiento de la población era del 3,2%.
La mayor parte de la población de la ciudad pertenece a la tribu Layathnah, cuyos miembros desempeñan un papel importante en la economía y la política de la región y dominan la industria turística local desde el siglo XX.

Wadi Musa
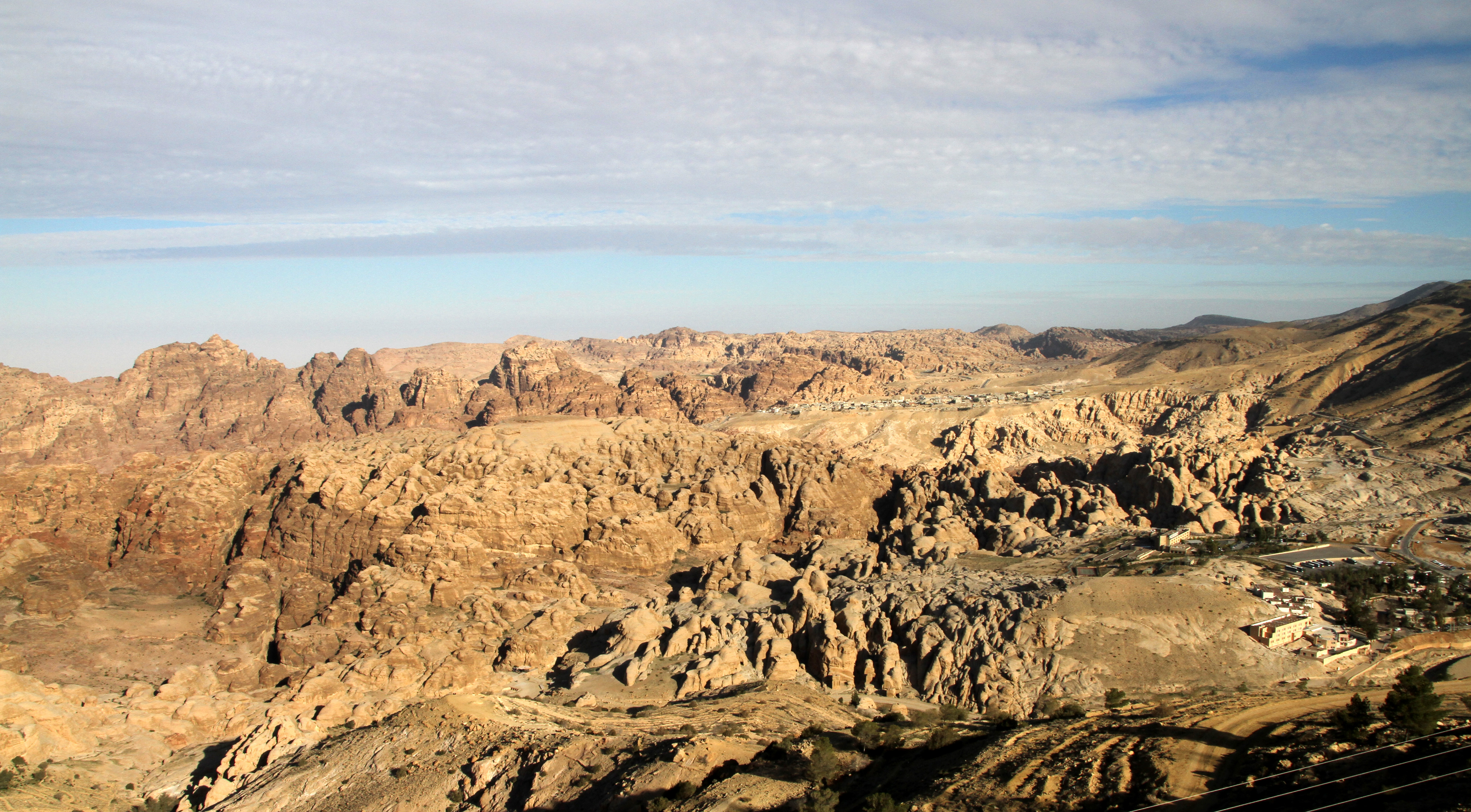
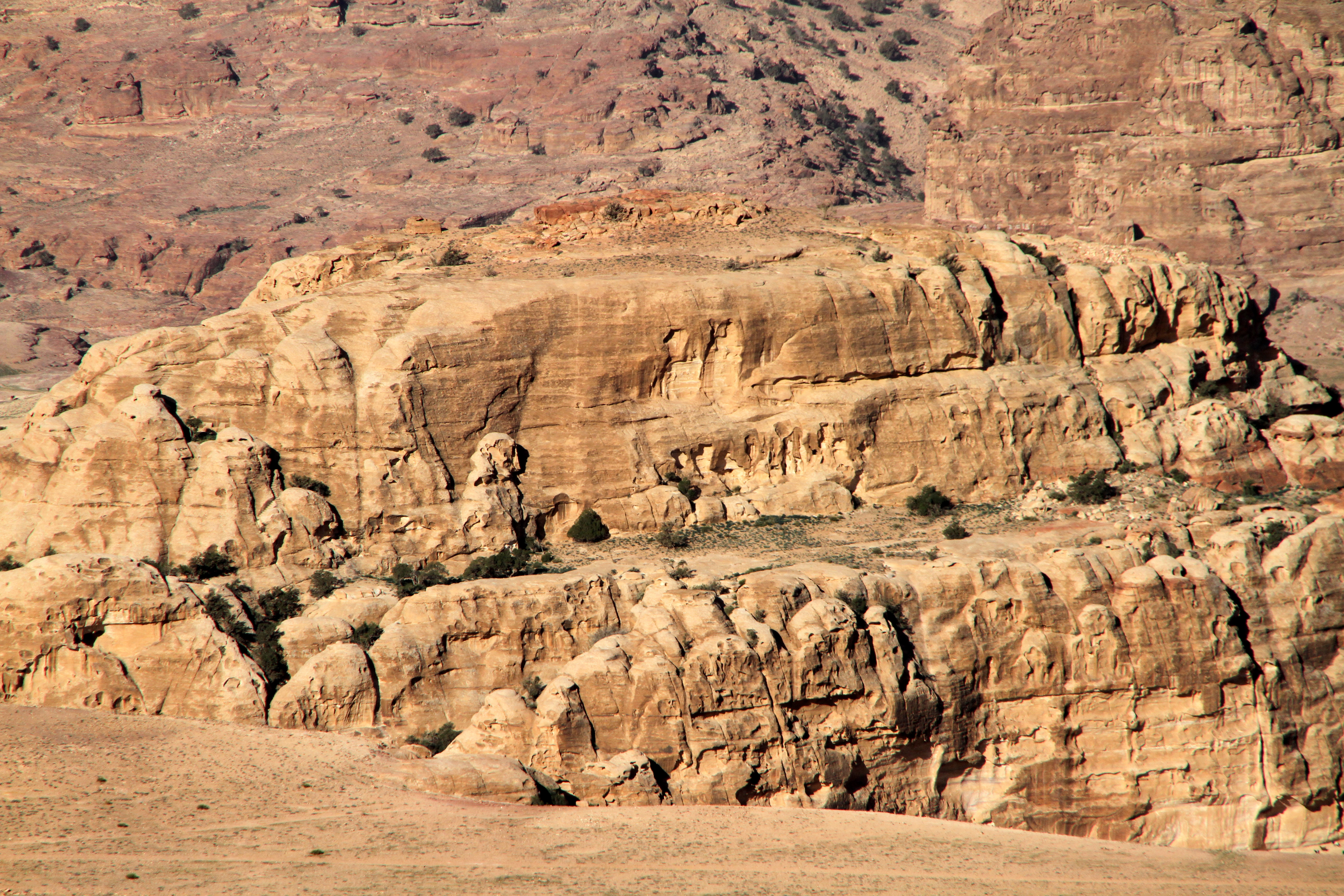
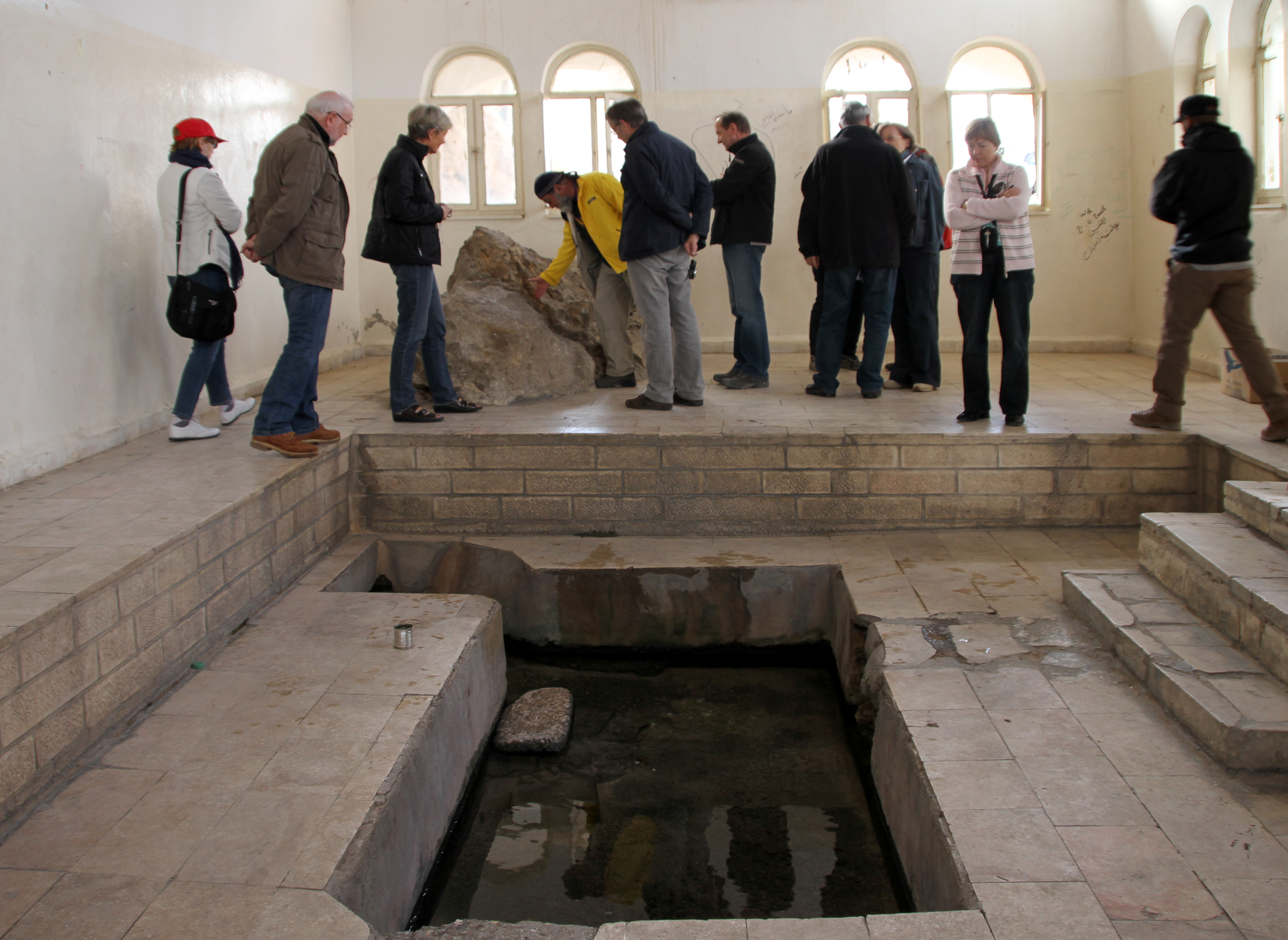
Fuente de Moisés
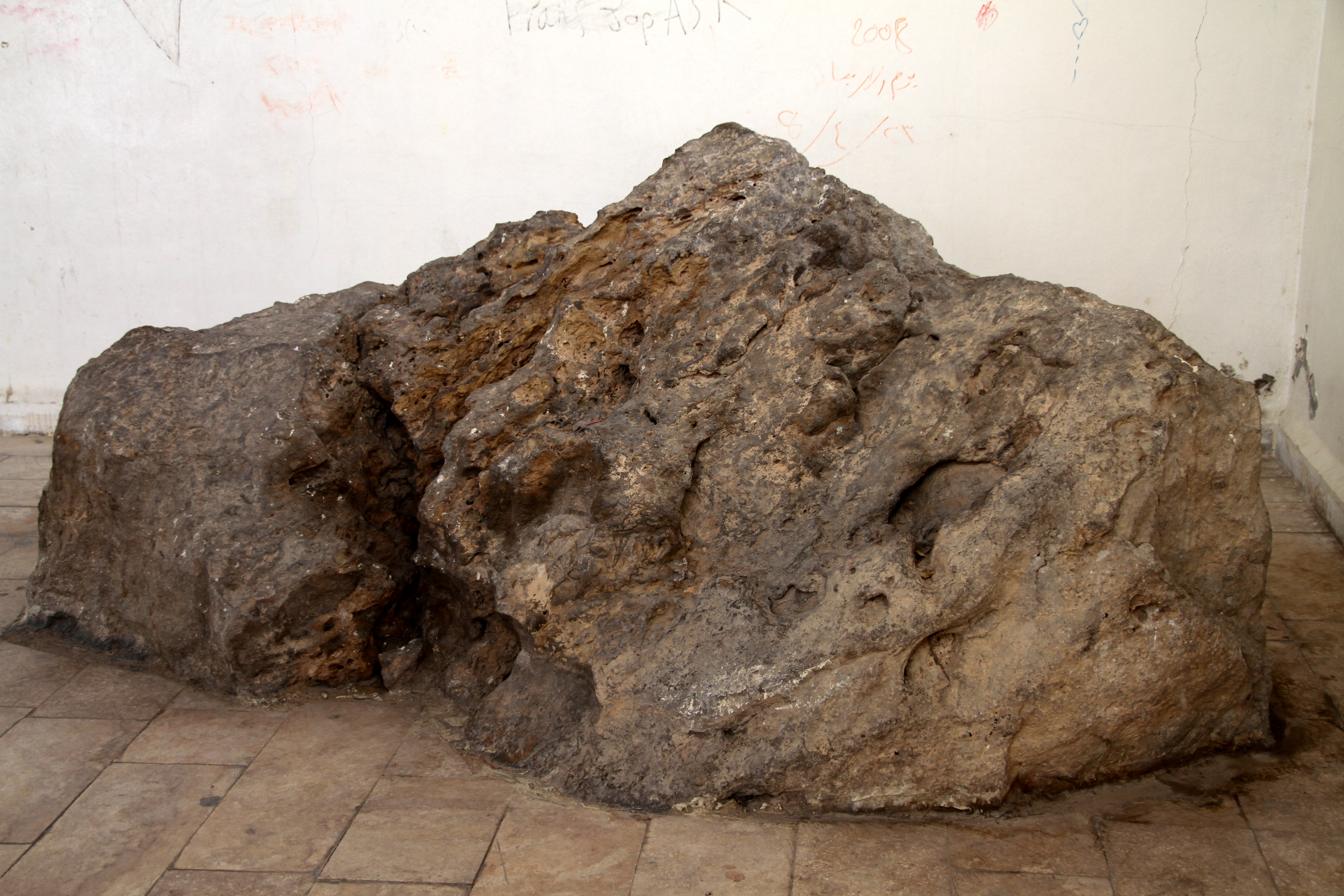
Fuente de Moisés
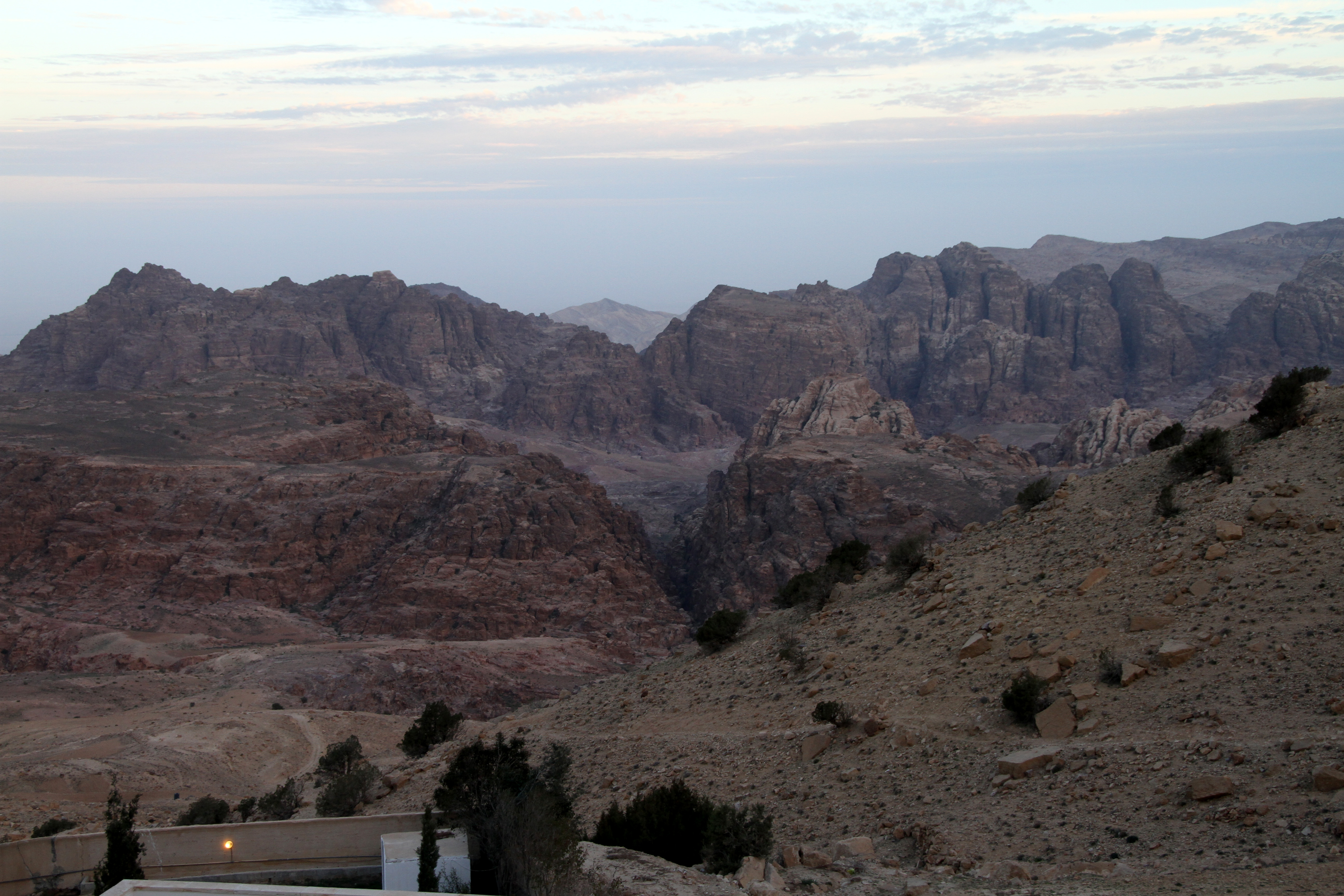
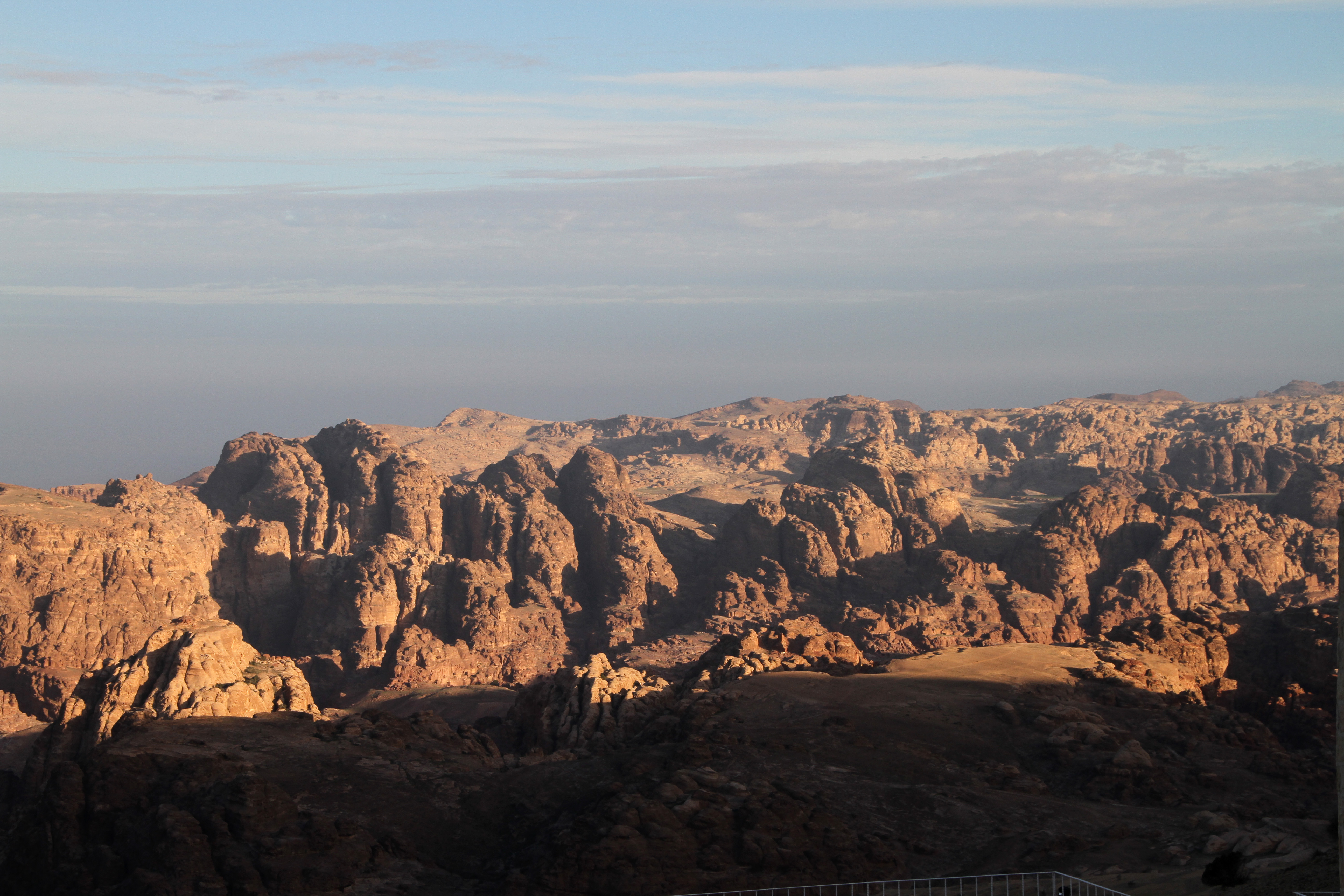
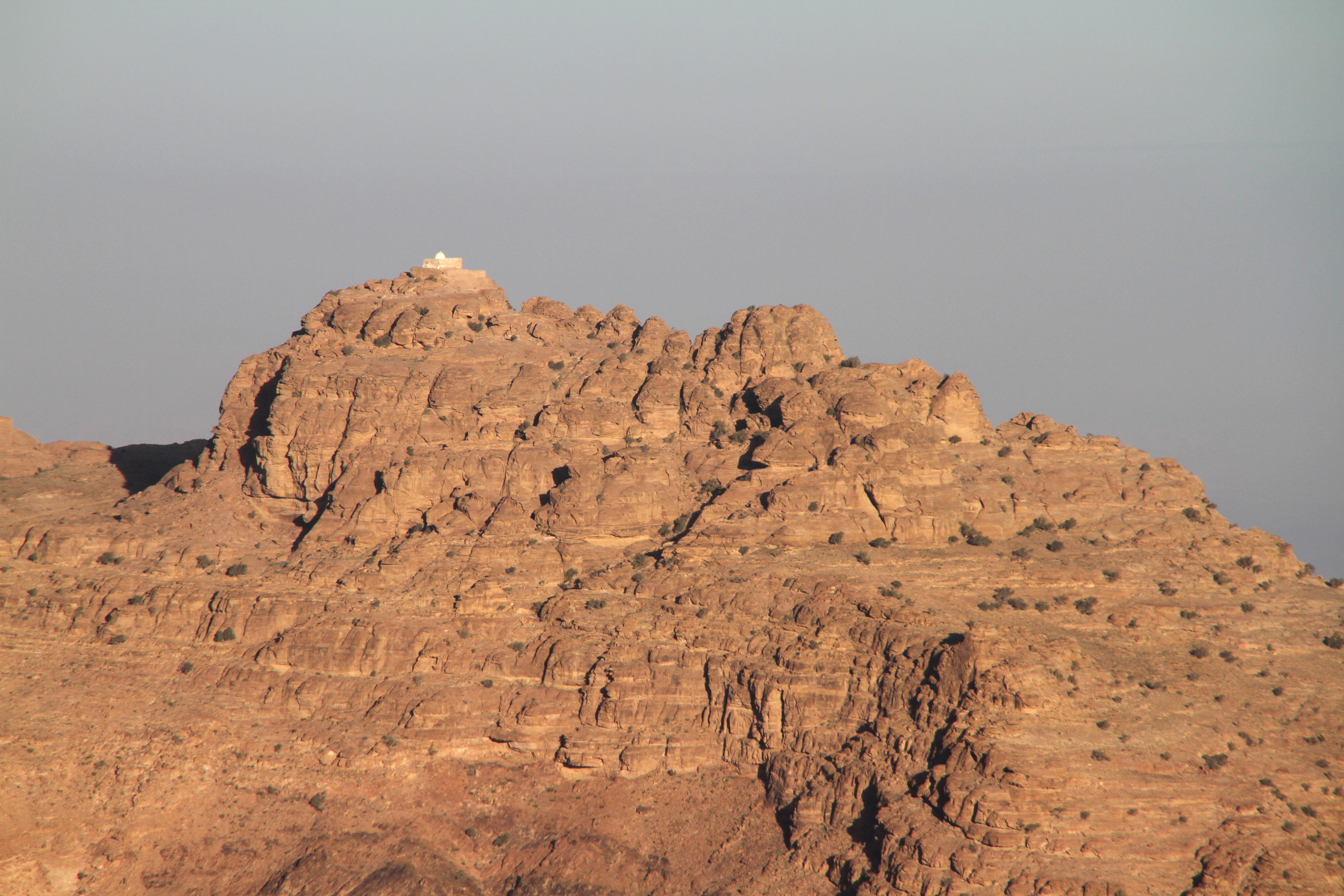
La tumba de Aaron